# George Inness
 (juillet 2022).
Si vous disposez d'ouvrages ou d'articles de référence ou si vous connaissez des sites web de qualité traitant du thème abordé ici, merci de compléter l'article en donnant les références utiles à sa vérifiabilité et en les liant à la section « Notes et références ».
George Inness, né à Newburgh dans l'État de New York le 1er mai 1825 et mort à Bridge of Allan dans la Stirling (council area), en Écosse, le 3 août 1894 , est un peintre américain.

## Biographie
George Inness est le cinquième des treize enfants d'un épicier. Sa famille déménage à Newark dans le New Jersey lorsqu'il a quatre ans. Pendant son adolescence, il travaille comme graveur de cartes et dessine des paysages naturels.
Il attire l'attention de Régis François Gignoux avec lequel il a étudié à New York.
Au début des années 1850, un mécène, Ogden Haggerty, le sponsorise pour qu'il passe une année en Italie et une autre en France.  Il passe par la suite de nombreuses années de sa vie à Rome, où il côtoie entre autres en 1873-1874 William Lamb Picknell.
George Inness est un des artistes les plus connus de la Hudson River School et considéré comme l'artiste américain de paysages le plus doué de son temps.

## Œuvre
Il a utilisé le style Barbizon pour créer des panoramas sombres et brumeux imprégnés de spiritualité.
- Juin, 1882, Brooklyn Museum, New York[3]

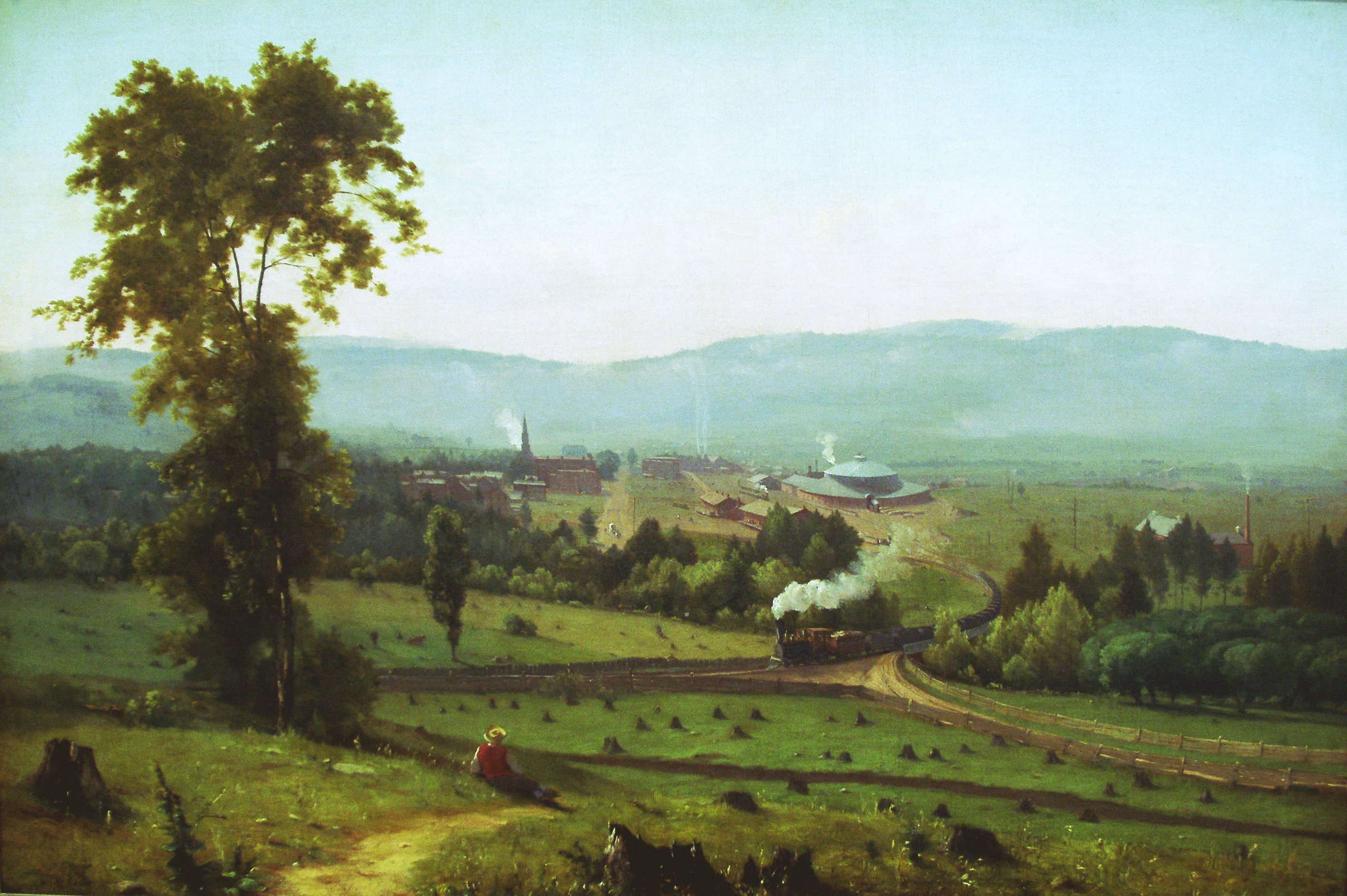
Lackawanna-Tal, 1855
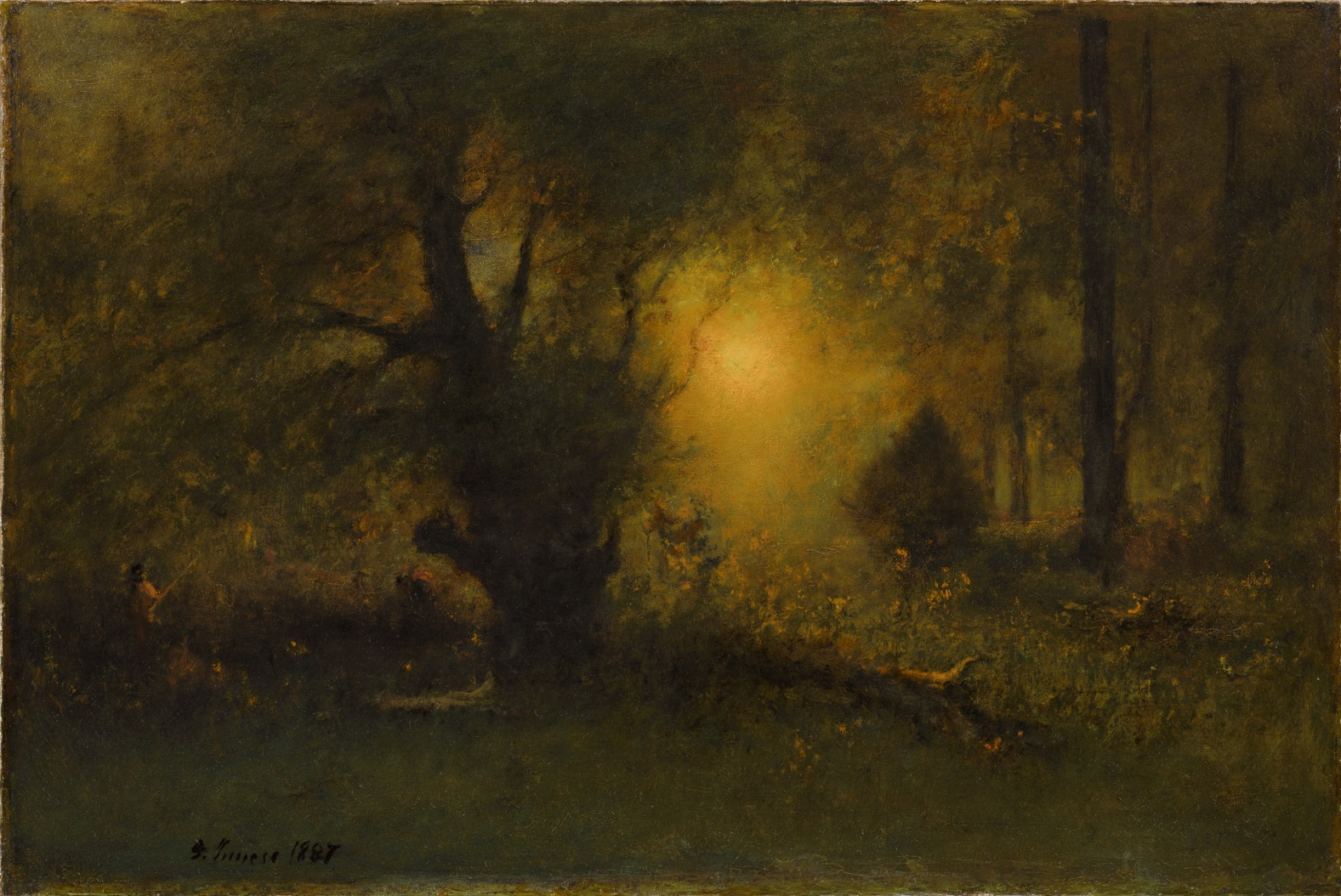
Lever de soleil dans les bois, 1887, Clark Art Institute